# Eddie Jobson
Edwin (Eddie) Jobson (narozený 28. dubna 1955 v Billinghamu, County Durham, Anglie) je anglický klávesista a houslista známý pro charakteristický způsob používání syntezátorů. Byl členem několika progressive rockových skupin, včetně Curved Air, Roxy Music, 801, U.K. a Jethro Tull. Byl též součástí skupiny Franka Zappy, vytvořené pro nahrávání alba Zappa in New York. Vedle svého výkonu jako klávesista, bývá Jobson oceňován také jako houslista.

## Biografie
Jobson začal v 7 letech hrát na piano a v 8 letech na housle. Základní školu, Bede Hall Grammar School, opustil v 16 letech. Stal se členem skupiny Fat Grapple, která hrála v místních podnicích jako byl Redcar Jazz Club. Stali se tam předkapelou skupiny Curved Air, ke které Jobson odešel následující rok.
V té době Jobson vedl skupinu Fat Grapple a začínal vystoupení předělávkou tehdejšího hitu Jig-a-Jig. Skupina hrála svoje původní skladby a Jobson svým uměním zaujal členy Curved Air a vyhrál si tak místo v této skupině.
V roce 1973 nahradil Briana Ena v Roxy Music, za což vděčil částečně tomu, že jeho sestra a sestra zpěváka Bryana Ferryho, se znaly ze školy. Jobson pak zastával tři role: Enovu, Ferryho (který přestal vystupovat jako frontman kapely a začal hrát na piano), a svou vlastní. Jobson zůstal se skupinou do roku 1976, kdy skupina přerušila na pár let svou činnost. Připojil se k Franku Zappovi a pak založil UK, když ještě předtím přišel k Jethro Tull jako 'speciální host' pro album ”A” a jeho následné světové turné.
V roce 80. letech Jobson vydal dvě CD. The Green Album (1983) bylo nahráno v rockovém formátu s příležitostnými hudebníky a Theme of Secrets (1985) bylo elektronické album a jedním z prvních alb hudby New Age nahraných na značce Private Music. Během 80. a 90. let si též vybudoval kariéru jako skladatel televizních a filmových soundtracků.

## Sólová diskografie
- The Green Album (1983)
- Theme of Secrets (1985)